# 胡登亮
胡登亮（16世紀—17世紀），字尹瞻，湖廣德安府雲夢縣人，明朝政治人物。

## 生平
萬曆二十八年（1600年），胡永和中式庚子科舉人，次年（1601年）會試登副榜。萬曆四十二年（1614年）授昌邑教諭，明年（1615年）擔任鄉試考官取錄多位名士，人稱為「胡夫子」。四十六年（1618年）授四川資陽知縣，期間講求吏治，很快得知母親去世，旁人都勸他隱藏此事，過數個月才發喪，他正色拒絕，即日卸任，離城後適逢奢崇明作亂屠城，署任者遇害，他卻因為去任生存。
服闕後胡永和補任江西彭澤知縣，當時正值大旱，他設壇祈禱引咎責己，以罪人自居，於是天下大雨，人民稱為「胡天」。

## 引用
1. 1 2  道光《雲夢縣志略·卷九·人物上》：胡登亮，字尹瞻，萬厯庚子舉人，初署山東昌邑縣教諭，乙卯以分校鄉闈，所得皆名士；戊午授四川資陽縣，講求吏治，旋聞內艱訃，左右勸秘之，遲數月發喪，正色拒之，即日卸任，離城適奢兵叛屠城，署事者遇害，登亮以去任獲全。補江西彭澤知縣，值大旱設壇祈禱，寢食於下，引咎責己，以罪人自居，遂大雨，民稱為胡天。
2. ↑  《欽定古今圖書集成·明倫彙編·第八十六卷》：胡登亮 《雲夢縣志》：登亮，字尹瞻，萬曆庚子舉人。辛丑副榜。甲寅署山東昌邑縣教諭，乙卯以春秋分試鄉闈，所得皆名士，時稱為胡夫子。戊午授四川資陽縣，內艱補任江西彭澤縣。值大旱，設壇祈禱，引咎責己，以罪人自居，遂大雨霑足，民稱為胡天。